# 皮拉諾戰役
皮拉諾戰役（英語：Battle of Pirano，又稱）是在拿破崙戰爭中，亞得里亞海陣營於1812年2月22日所發生的一個小型海軍行動，參戰方為英國與法國的風帆戰艦，開戰地點在皮蘭與格拉多之間的亞得里亞海。其中一艘法國戰艦里沃利號已於15年前拿破崙一世於里沃利戰役勝利時命名，鄰近開戰前才於威尼斯建造完成。法國海軍在上一年於亞得里亞海戰敗後，有意使用此艦加強該海域的法國武裝力量。
為了防止里沃利號挑戰英國在亞得里亞海戰場的優勢，英國皇家海軍從地中海艦隊調來一艘風帆戰艦，於里沃利號進行處女航時予以攔截。勝利號時任艦長約翰·塔爾波特於2月中旬抵達威尼斯，並封鎖其港口。當里沃利號試圖從霧中逃脫時，塔爾波特已追趕上來，並在5小時戰鬥後，命令里沃利號投降；有超過一半的里沃利號船員死亡或受傷。

## 背景
1807年的提爾西特條約，導致俄國從亞得里亞海撤軍，法國則奪取了具有戰略價值的克基拉島堡壘。1809年與奧匈帝國簽署的的申布倫條約中，法國藉由正式控制亞得里亞海東岸的伊利里亞省，進一步鞏固在亞得里亞海地區的影響力。